# Asthena anastamosata
Asthena anastamosata là một loài bướm đêm trong họ Geometridae.